# Bjarne Stroustrup

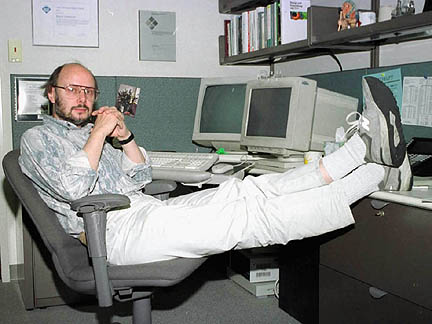
Bjarne Stroustrup

Bjarne Stroustrup (30 tháng 12 năm 1950, Århus, Đan Mạch) là nhà khoa học máy tính, tác giả ngôn ngữ lập trình C++.
Bjarne Stroustrup có bằng cử nhân toán học và CNTT (1975) ĐH Aarhus và TS CNTT 1979 ĐH Cambridge, Anh.